# 窦仪
竇儀（914年—966年），字可象（一作可像），薊州漁陽（今天津市薊縣）人，宋初政治人物。
竇禹鈞長子。後晉進士。後周世宗時，任禮部侍郎。宋太祖時任工部尚書，判大理寺事。建隆三年（962年），竇儀等人奏請朝廷建議修訂法律，得到朝廷同意後，由竇儀等人主持其事。次年編成《宋刑統》三十卷。死后赠右仆射。
竇儀學問淵博，其弟四人相繼登科，時號“竇氏五龍”。太祖平蜀後，蜀宫人獻一鏡，其镜竟有“乾德四年铸”字样。太祖出示宰臣，皆不能对，只有窦仪说：“蜀主曾有此号，鉴必蜀中所得。”太祖感慨道：“作宰相须是读书人。”《三字經》說：“竇燕山，有義方。教五子，名俱揚。”即是描寫竇禹鈞與竇儀五兄弟。